# Историк (роман)
«Историк» (англ. The Historian) — дебютный роман американской писательницы Элизабет Костовой, впервые опубликованный в 2005 году. Сюжет романа выстроен на реальной истории господаря Валахии Влада Цепеша и связанных с ним литературных и фольклорных сюжетах (в частности романе Брэма Стокера «Дракула»).
Истории о Владе Дракуле, позже ставшие источником вдохновения для написания романа, Элизабет Костовой в детстве рассказывал её отец. Работа над книгой продолжалась около десяти лет, затем права на издание были проданы за 2 млн долл. США Little, Brown, and Company.

## Описание
Роман «Историк» не может быть отнесён к какому-то одному жанру. Это одновременно готический роман, приключенческий роман, детектив, роман-путешествие, постмодернистский исторический роман, эпистолярный роман, триллер. У Костовой было намерение написать серьёзное литературное произведение, она видела себя в качестве наследницы викторианского стиля.
Если сравнивать роман Костовой с «Дракулой» Брэма Стокера, то «Историка» нельзя назвать в полном смысле слова романом ужасов. Костова объясняет, что «Дракула — метафора зла, которое очень трудно отменить в истории». Одной из главных тем романа стало зло, принесённое религиозными конфликтами, роман исследует отношения между христианским Западом и исламским Востоком.
Little, Brown, and Company в значительной степени способствовали продвижению «Историка». Книга заняла первую строку в списке бестселлеров в «Нью-Йорк-Таймс», став наиболее быстро продаваемым дебютным романом в истории США несмотря на неоднозначные отзывы критики. Также вошла в список бестселлеров по версии Publishers Weekly за 2005 год.
Костова получила премию в 2005 году Куилл Эворд (Quill Award) за Авторский дебют года и в 2006 году Смысл книги (Book Sense award) за Лучшую взрослую фантастику. Sony приобрела права на экранизацию, и, начиная с 2007 года, планирует адаптировать.